# Casa Brück din Timișoara

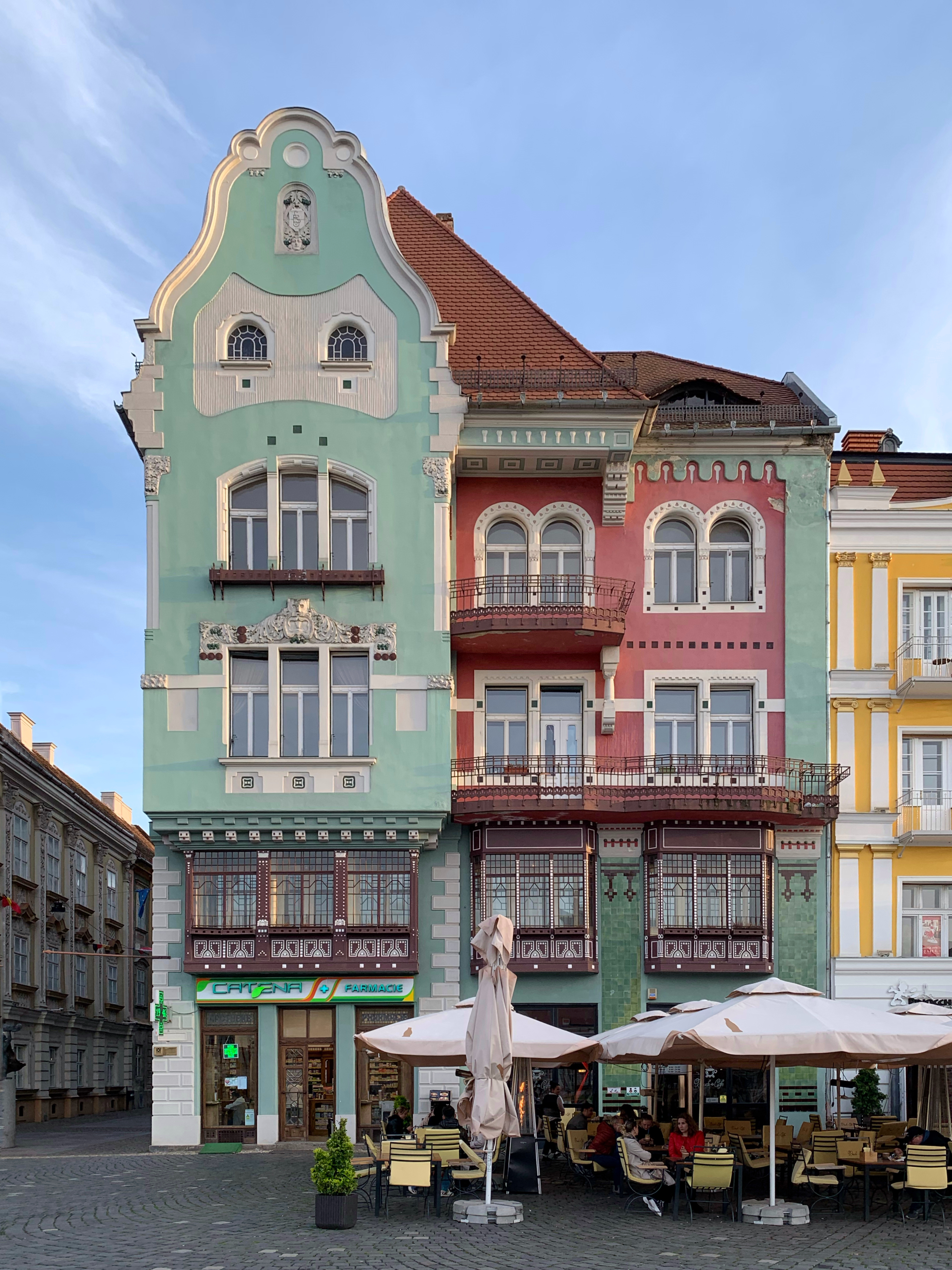
Casa Brück

Casa Brück este o clădire din Piața Unirii din Timișoara, edificiu construit în 1910 după planurile arhitectului László Székely în stilurile Art Nouveau și Secession, cu un caracter ușor eclectic.